# Mota-Engil
Mota-Engil er et portugisisk konglomerat med hovedkvarter i Porto. De driver virksomheden indenfor byggeri, infrastruktur, havne, miljø, vand og logistik.
I Mota-Engil-koncernen er der i alt 228 datterselskaber og de er tilstede i 21 lande.
I 1946 opretter Manuel António da Mota virksomheden Mota & Compania i byen Amarante.